# بنجامين تومسون
بنجامين تومسون (3 ديسمبر 1980 في المملكة المتحدة - ) (بالإنجليزية: Benjamin Thompson)‏ هو لاعب كريكت بريطاني. لعب مع Oxfordshire County Cricket Club ‏.

## وصلات خارجية
- بنجامين تومسون على موقع إي آس بي آن كريك إنفو (الإنجليزية)